# Playa de Malapesquera
La playa de Malapesquera, también llamada de Malapesca o de Torre Bermeja, es una playa del municipio de Benalmádena, en la Costa del Sol de la provincia de Málaga, Andalucía, España. Se trata de una playa urbana de arena oscura situada en el extremo oriental del municipio, entre el Puerto Deportivo de Benalmádena y la playa de Santa Ana. Frente a esta playa se localiza la bocana del citado puerto deportivo.

## Características
Tiene unos 700 metros de longitud y unos 50 metros de anchura media. Es una playa muy frecuentada y con toda clase de servicios. Es accesible desde diferentes partes del paseo marítimo, existiendo rapas y pasarelas para vehículos autorizados y personas de movilidad reducida. 
Está equipada con elementos para la práctica deportiva (fútbol playa y volley playa), así como maquinaria de ejercicio público en los oasis artificiales colindantes de césped y palmeras. En sus inmediaciones se ubica el Club Náutico Marítimo de Benalmádena y una escuela privada de surf. Numerosos amantes de este deporte la eligen durante los días de temporal y de viento de levante por sus olas bajas y medias.
En el paseo marítimo y el puerto deportivo con el que colinda existen numerosos establecimientos comerciales, de ocio y restauración; así como el acuario Sea Life Benalmádena.